# Simone Jung
Simone Jung (* 26. April 1967 in Karlsruhe) ist eine deutsche Filmemacherin und Regisseurin mit Schwerpunkt Dokumentarfilm.

## Leben

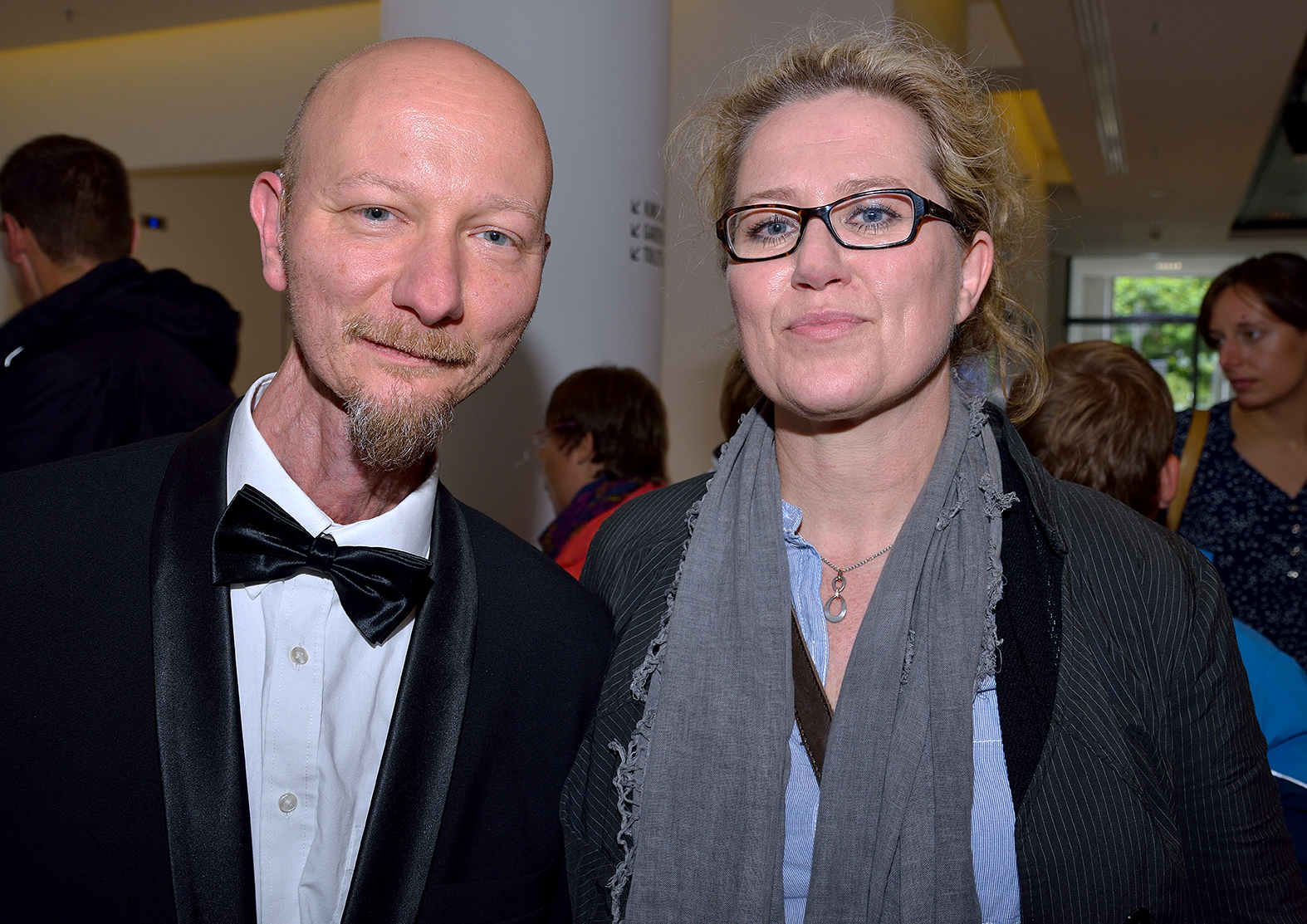
Simone Jung mit Boris Kreuter bei der Filmpremiere von Drei Wünsche von Handloh 2016 im Frankfurter Filmmuseum.

Während des Studiums der Germanistik, Philosophie und Psychoanalyse an der Johann Wolfgang Goethe-Universität Frankfurt am Main zum Magister Artium sammelt sie erste journalistische Erfahrungen, u. a. beim Jahreszeiten-Verlag in Hamburg, bei der Tele – F.A.Z. in Frankfurt und in der Kulturredaktion im Bereich Hörfunk im Hessischen Rundfunk. In letzterem absolvierte sie nach dem Studium ein Redaktionsvolontariat und arbeitete anschließend sogleich im Bereich Fernsehen Politik und Gesellschaft. Seit 1998 ist sie als freie Regisseurin und Autorin tätig. In einem Autorenteam realisierte sie die erste, längere Dokumentation „Kaufhaus M. Schneider“ (1999) über den Niedergang eines Frankfurter Traditionswarenhauses; es folgen Reportagen über Straftäter und deren Angehörige. Danach widmet sie sich in der Sendung „Der Wald“ dem Thema Natur. Da es wenig Schöneres für sie gebe, als in der Natur zu drehen und dem Zuschauer damit möglicherweise ein Bewusstsein für deren Besonderheit zu vermitteln, beschäftigt sie sich mehrfach mit dem Thema. Im Jahre 2003 erhält ihr Magazinbeitrag „Der Mann in den Bäumen“ den Deutschen Kamerapreis in der Kategorie Bericht.
In ihren Dokumentationen über Menschen interessiert sie sich vor allem für Grenzerfahrungen und Tabus. So erzählt sie sehr einfühlend über das Leben von Straftätern, betagten Menschen – auch mit Demenz („Butterbrötchen um halb fünf“ 2005), Singles in der Großstadt („Allein in der City – Singles und die Einsamkeit“ 2005) oder krebskranken Kindern („Datz kennt keine Angst“ 2006). Ein Porträt über die Boxerin Regina Halmich startete 2010 im Kino (Königin im Ring, 2008); etwa fünf Jahre arbeitet sie am Filmporträt über die gehörlose Protagonistin Natalie, die sie aus der Welt der Stille in die Welt der Töne begleitet („Natalie oder der Klang nach der Stille“, 2012). Ergänzend hat sie in Anlehnung dazu das gleichnamige Buch verfasst.
Weiter realisiert sie Themen von politischer Relevanz, u. a. ihre Dokumentation über die Umstände des Todes vom hinterrücks erschossenen Benno Ohnesorg („Benno Ohnesorg – Sein Tod und unser Leben“ 2016) oder den immer wieder blutigen Konflikt um den Tempelberg in Jerusalem („Geheimnisvolle Orte – Der Tempelberg in Jerusalem“ 2018).

## Filme (Auswahl)
- 2023 Nebenwirkung: Sucht – Wenn Schmerzmittel krank machen (ZDF, 30 min.)
- 2022 Ist da wer? (108 Min.); „Sollten wir mehr träumen?“ (ARTE, ca. 30 Min.)
- 2021 Mit über 30 endlich hören – Natalies langer Weg aus der Stille (WDR, 45 min.); „Der rote Faden – Die Kinderrechte und 30 Jahre Frankfurter Kinderbüro“ (45 min.)
- 2020 Geschichte im Ersten: Mensch gegen Virus – von der Spanischen Grippe bis Corona (ARD, 45 min.)
- 2019 Himmel, Herz und Hindernisse (ZDF, 45 min.)
- 2018 Geheimnisvolle Orte – Der Tempelberg in Jerusalem (ARD, 45 min.); „68er – Wie die Revolte begann“ (HR, 60 min.)
- 2017 „Benno Ohnesorg – Sein Tod und unser Leben“ (ARTE/HR, 60 min.)
- 2016 „Arbeit war das halbe Leben“ (ARD, 60 min.)
- 2015 „Trotz Demenz“ (BR, 45 min.); „Das Ohr ist eine Tür“ (BR, 45 min.); „Vom Glück, ein Frankfurter zu sein“ (HR, 2 × 45 min.)
- 2013 „Die Hassia-Geschichte“ (HR, 45 min.); „Abschied vom Henninger Turm“ (HR, 30 min.); „Endlich hören – Die neue Welt der Töne“ (HR, 30 min.)
- 2012 Natalie – oder der Klang nach der Stille (ARTE, 90 min.)
- 2011 „Die Asbach Uralt Geschichte – Der Geist von Rüdesheim“ (HR, 45 min.); „Das Glück der Hausfrau“ (ARD, 2 × 45 min.)
- 2010 „In Flammen – Die Spuren des Feuers“ (ARTE, 45 min.)
- 2009  „Natalie – Mein Weg aus der Stille“ (ARD, 45 min.); „SOS Schweinegrippe – Alptraum oder Panikmache?“ (ARD, 45 min.)
- 2008: „Königin im Ring“ (ARTE, 90 min.)
- 2007: „La Gomera, mon Amour“ (ARTE, 30 min.); „Höchstpersönlich: Günther Maria Halmer“ (ARD, 30 min.)
- 2006 „Datz kennt keine Angst – Krebskranke Kinder und ihre Familien“ (ZDF, 30 min.); „Ein Single isst niemals allein“ (HR, 30 min.); „Der Schmerz kam über Nacht – Wie Rheuma das Leben verändert“ (ZDF, 30 min.)
- 2005 „Butterbrötchen um halb fünf“ (ARD, 75 min.); „Der Reinhardswald“ (ARD, 45 min.); „Allein in der City – Singles und die Einsamkeit“ (ZDF, 30 min.)
- 2004 „Der einzig wahre Weihnachtsmann“ (ZDF, 30 min.); „Die Muschelpflücker – Im Kampf um die Diva der Brandung“ (ARTE, 45 min.)
- 2003 „Der Mann in den Bäumen“ (HR, 30 min.)
- 2002 „Der Soonwald“ (HR, 30 min.); „Bis zum letzten Hemd“ (ZDF, 30 min.)
- 2001 „Jagdfieber“ (HR, 30 min.); „Der Wald“ (HR, 4 Teile, 30 min.); „Sippenhaft – Angehörige von Straftätern“ (HR, 30 min.)
- 2000 „Mehr Härte im Knast“ (HR, 30 min.)
- 1999 „Kaufhaus M. Schneider“ (HR, 30 min.)

## Bücher
- mit Michael Herl: Von oben ist die Welt so klein. Axel Dielmann Verlag, Frankfurt am Main 2002, ISBN 978-3-933974-34-1.
- Natalie oder Der Klang nach der Stille. Mabuse Verlag, Frankfurt am Main 2014; erweiterte Neuauflage ebenda 2019, ISBN 978-3-86321-185-1.

## Auszeichnungen
- 2008: Hessischer Filmpreis: „Bester Film“ für Königin im Ring
- 2014: Medienpreis – Medizin Mensch Technik: 2. Platz für Endlich hören – Die neue Welt der Töne
- 2014: hr-Fernsehpreis: Endlich hören – Die neue Welt der Töne
- 2021: Gewinnerin Kalenderwettbewerb Kreativwirtschaft Hessen[2]